# Igreja Matriz de Nossa Senhora da Vitória (São Cristóvão)
Igreja Matriz de Nossa Senhora da Vitória é um igreja, localizada em São Cristóvão. Foi fundada em 1608. Foi designado um patrimônio de influência portuguesa e é um bem tombado pelo IPHAN. Trata-se de uma das estruturas mais antigas da região central de São Cristóvão, tombada pela UNESCO. A igreja mantém-se ativa e pertence à arquidiocese de Aracaju.
O edifício é parte fundamental da urbanização de São Cristóvão. A igreja foi criada em 1608; a construção do edifício iniciou-se em 1617. A forma atual é mais recente, com modificações realizadas no século XIX. As torres têm azulejos brancos e, na parte extrema, bulbos. Foi dito sobre o lado externo da igreja: "É uma construção austera, cuja fachada não tem unidade em suas proporções e composição de elementos. O corpo está enquadrado pelas duas torres e fechado pela cimalha, que se curva ao centro, envolvendo um escudo onde está inscrito o ano de 1837. O frontão definido por volutas denota formas tardias".
A igreja foi tombada em 1943 pelo IPHAN, por conta de sua relevância cultural e histórica. O número de processo de tombamento é 292-T-1941. Está inscrito no Livro do Tombo Histórico, no número 197.

## Galeria

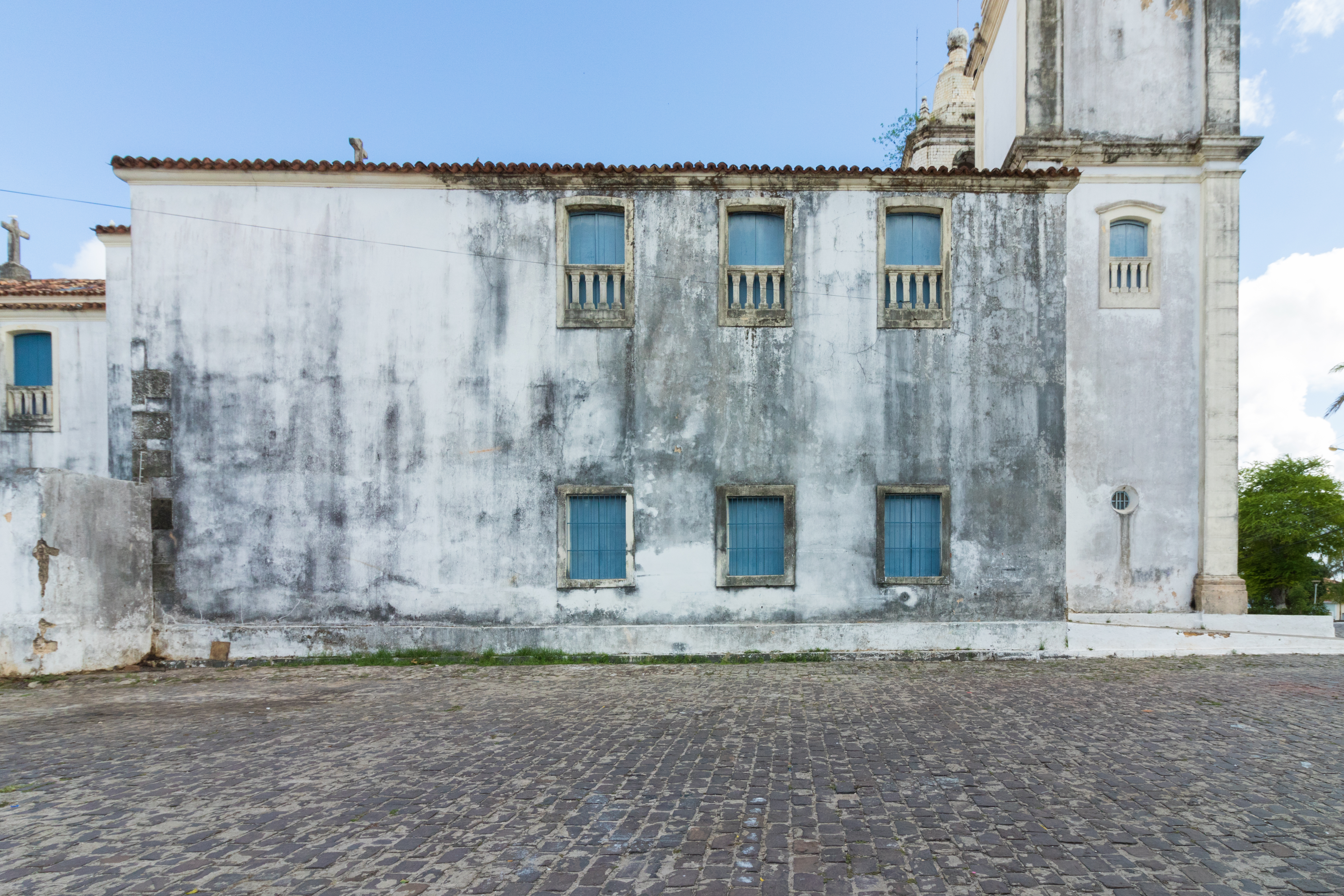
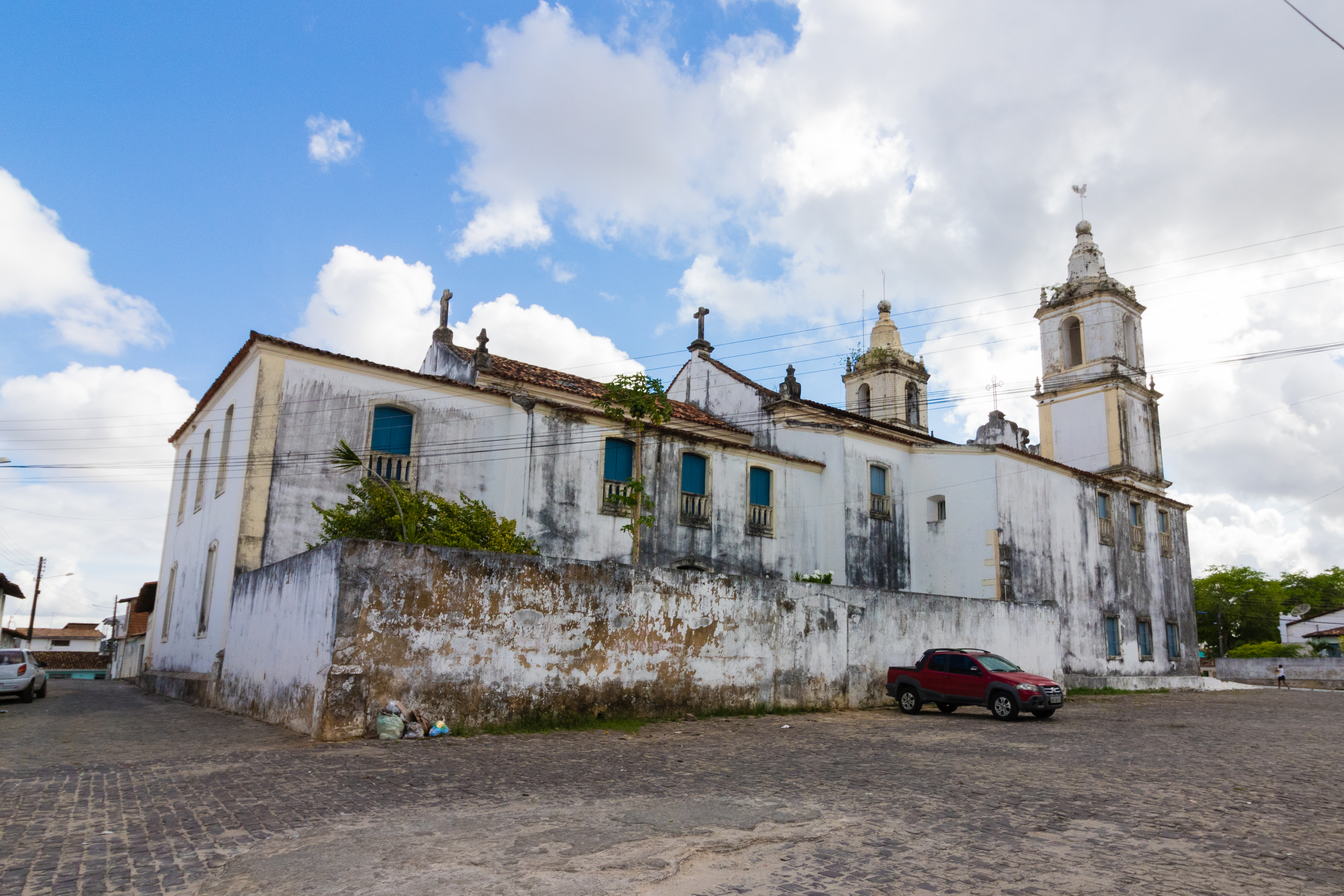
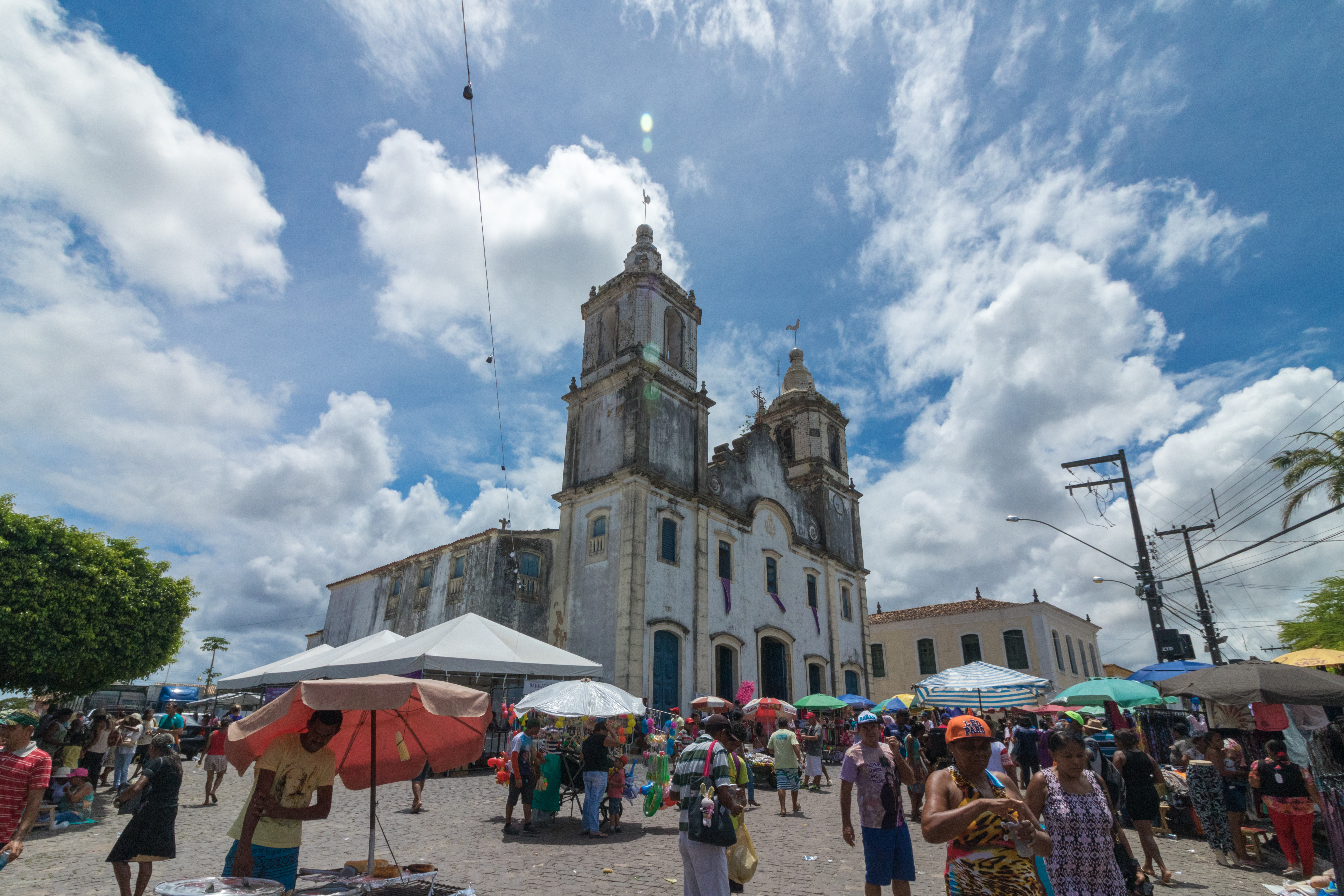